# ガス機器設置スペシャリスト
ガス機器設置スペシャリスト（がすききせっちすぺしゃりすと）略称GSSとは、指定講習機関において指定講習を修了するか、特定講習機関において特定講習を修了し、運営機関に資格申請することで取得できる民間資格。ガス機器コースと、後付床暖房等コースの2コースがある。

## 概要
ガス機器の設置不備を起因とした事故が散見されたことから、関係業界団体及び学識経験者により構成される「ガス機器設置技能資格制度運営委員会」によって、1997年4月に創設された。
ガス機器コースでは、家庭用常設形ガス機器本体と、付帯設備の設置。都市ガス用ガス可撓管もしくは燃焼器用ホースを用いたガス機器とガス栓の接続を行なうことができる。
後付床暖房等コースでは、後付床暖房、浴室暖房乾燥機、その他温水循環による暖房端末機器の設置を行なうことができる。
資格取得者が1名以上在籍している「店」は、「ガス機器設置スペシャリストの店」として登録することができる。
資格者個人を賠償主体とした、保険制度によるサポートが受けられる。保険金額は、資格者ごとに年間2000万円が限度となる。

## 資格の更新
資格を取得したものは、3年に一度指定講習機関あるいは特定講習機関が実施する更新講習を修了しなければならない。

## 講習機関
一般社団法人日本ガス機器検査協会(JIA)が指定講習を実施している。